# 10667 van Marxveldt
10667 van Marxveldt è un asteroide della fascia principale. Scoperto nel 1975, presenta un'orbita caratterizzata da un semiasse maggiore pari a 1,9639243 UA e da un'eccentricità di 0,0878662, inclinata di 20,27755° rispetto all'eclittica.
L'asteroide è dedicato alla scrittrice olandese Cissy van Marxveldt.